# Teoria copernicana
La teoria copernicana è la descrizione matematica del moto dei corpi celesti che Niccolò Copernico introdusse nella prima metà del XVI secolo. Si tratta di un sistema eliocentrico: «E in mezzo a tutto sta il Sole». La Terra risulta soggetta a diversi movimenti tra i quali, analogamente agli altri pianeti, quello di rivoluzione attorno al Sole e di rotazione sul proprio asse. Il suo unico libro a stampa sull'argomento, De revolutionibus orbium coelestium (Sulle rivoluzioni dei corpi celesti), fu pubblicato nel 1543, pochi giorni prima della morte dell'autore. La sua divulgazione segnò l'inizio d'un processo di radicali mutamenti della conoscenza, oggi noto come "rivoluzione scientifica".
La teoria copernicana contraddiceva il modello geocentrico adottato per tutto il medioevo e ampiamente accettato fino alla fine del XVI secolo, che combinava il sistema cosmologico d'Aristotele con quello astronomico di Tolomeo. Il sistema copernicano riprendeva invece l'ipotesi eliocentrica proposta nel III secolo a.C. da Aristarco di Samo. L'idea di Copernico venne, col tempo, recepita come teoria dell'effettiva costituzione del sistema solare, rovesciando sia la visione fisico/astronomica (geocentrica), sia la concezione filosofico/teologica (antropocentrica) della tradizione medievale. Per questa ragione, a seguito di un accostamento proposto per primo dal filosofo Immanuel Kant, il termine "rivoluzione copernicana" è stato successivamente usato, in senso lato, anche per designare analoghi processi di capovolgimento dei paradigmi fondamentali che si sono verificati, in momenti storici diversi, in altre discipline scientifiche o filosofiche.

## Astronomia e cosmologia medievali
Rispetto alla cosmologia e all'astronomia precedente a Copernico, il modello da lui introdotto ebbe una rilevante portata rivoluzionaria. Nel medioevo si presentava infatti una dicotomia: da una parte la cosmologia fisica, basata sul sistema geocentrico e antropocentrico derivato dal De Caelo di Aristotele, teoria coerente ma incapace di spiegare alcuni fenomeni osservabili; dall'altra l'astronomia matematica che si fondava sull'Almagesto di Claudio Tolomeo, modello privo di organicità ma adatto a far calcoli e previsioni in ragionevole accordo coi fatti.

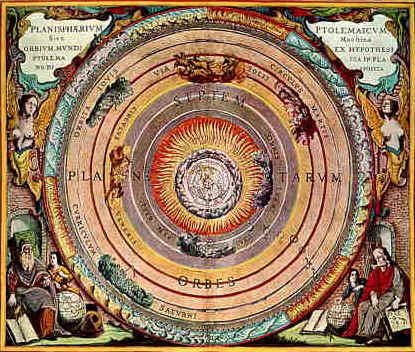
Rappresentazione cosmologica tolemaica

La cosmologia fisica veniva insegnata dai naturales (filosofi naturali), e costituiva la descrizione cosmologica considerata vera, accettata e condivisa dalla communis opinio dell'epoca. Docenti d'astronomia matematica erano invece i mathematici, interessati soprattutto alla previsione, mediante il calcolo, delle posizioni dei corpi celesti e alla verifica osservativa di tali previsioni. Lo scopo di questi studi, insegnati in corsi distinti da quelli tenuti dai filosofi naturali, era sia teorico sia pratico. Dal punto di vista teorico, si trattava di spiegare matematicamente fenomeni osservabili (moto retrogrado dei pianeti e variazione delle loro dimensioni apparenti) che erano incompatibili con l'omocentrismo del sistema aristotelico ("salvare i fenomeni"). Sul versante pratico, le conoscenze astronomiche erano fondamentali nella navigazione (orientamento mediante le stelle), per la misurazione del tempo (basti pensare - in epoca moderna, nel 1582 - alla complessa transizione dal calendario giuliano a quello gregoriano) e in tutti gli ambiti dell'astrologia: giudiziaria (utilizzata per la predizione del futuro), medica (sia per prognosi, sia per diagnosi) e meteorologica. 
Si dovevano redigere cataloghi e mappe stellari, calendari, almanacchi e tavole astronomiche (molto note, in successione, quelle alfonsine, pruteniche e rudolfine). Infine, si costruivano strumenti astronomici (quadranti, sestanti, astrolabi, sfere armillari...) e per la misura del tempo (meridiane).
«Due temi erano comuni a entrambi gli insegnamenti e costituivano il terreno d'incontro di ogni dottrina astronomica: il primo era l'affermazione che la Terra è immobile al centro dell'universo limitato dalla sfera delle stelle fisse; il secondo concerneva le caratteristiche del moto attribuito
a tutti i corpi celesti, dalla sfera delle stelle fisse ai pianeti (ivi compresi il Sole e la Luna), attorno alla Terra immobile. Già in Platone (Rep., 617 a) si trova asserito che tale moto è circolare e uniforme; e circolarità e uniformità furono tosto considerate caratteristiche imprescindibili d'ogni moto celeste, data la natura perfetta dei corpi cui inerisce, a differenza dei corpi sublunari, il cui moto naturale è quello non uniforme ma accelerato di caduta rettilinea verso il centro della Terra, per quelli pesanti, o di tendenza rettilinea verso il loro luogo naturale. Salvo che su questi punti, tuttavia, le due dottrine astronomiche, coesistenti nell'insegnamento universitario sin dal periodo medievale, divergevano nettamente e non senza contrasti logici e metodologici.» «La difficoltà maggiore di carattere metodologico risultava [...] dalla coesistenza dei due sistemi; ed era una difficoltà già sentita sin dai tempi antichi e acuitasi attraverso le polemiche medievali tra naturales e mathematici, tra cosmologi-filosofi e astronomi puri. Nonostante le polemiche, nondimeno, non s'era trovato rimedio alla difficoltà se non attraverso un compromesso. Salva la verità del sistema cosmologico di stampo aristotelico, si accettava tuttavia anche il sistema tolemaico, purché le ipotesi da esso avanzate per «salvare le apparenze» non avessero alcuna pretesa di una corrispondenza nella realtà.»

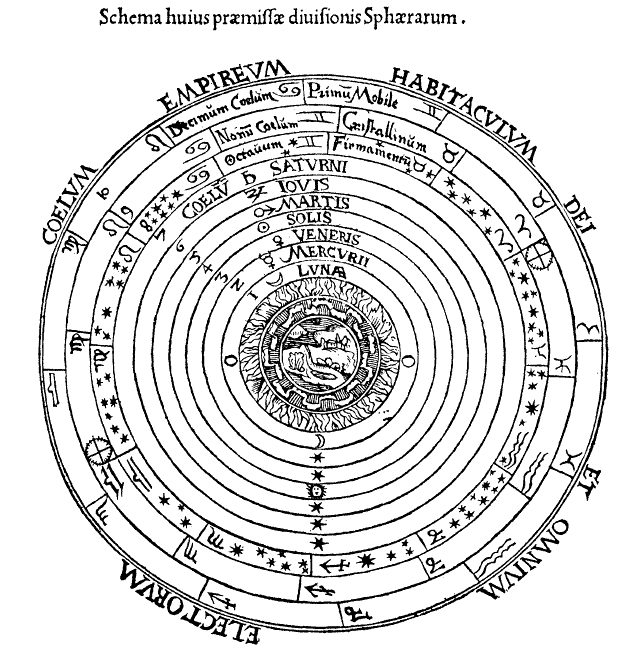
Il sistema omocentrico aristotelico

Nel sistema geocentrico ed omocentrico della cosmologia fisica le sfere celesti (27 secondo Eudosso di Cnido 33 in Callippo di Cizico e 55 nel De coelo di Aristotele) sono invisibili in quanto fatte di cristallo e tutte concentriche alla Terra, immobile al centro. Le sfere in cui sono incastonati i corpi celesti (fatti di etere o quintessenza e quindi incorruttibili ed immutabili) sono otto: rispettivamente quelle della Luna, Mercurio, Venere, Sole, Marte, Giove, Saturno e la sfera delle stelle fisse. All'esterno si trova il «primo mobile, che metteva tutte le altre sfere in movimento, e della cui natura peraltro Aristotele ebbe qualche difficoltà a dare una definizione precisa.»
Nel corso del medioevo venne aggiunto, ancora più esternamente, l'Empireo: «il più alto dei cieli, luogo della presenza fisica di Dio, dove risiedono gli angeli e le anime accolte in Paradiso.»
È questa, ad esempio, la descrizione dell'universo fornita da Dante Alighieri nella Divina Commedia.
Si è adottata la definizione di cosmologia fisica perché, nel sistema aristotelico, vi è una forte dipendenza tra le due discipline. Il centro della Terra, che è anche centro dell'universo, costituisce il polo verso il quale sono naturalmente attratti tutti i gravi. I corpi materiali sono costituiti da quattro elementi: terra, acqua, fuoco e aria, che hanno una loro sede naturale verso la quale, se allontanativi, tendono spontaneamente a ritornare.
I gravi risultano composti dai primi due elementi, terra ed acqua, e si muovono, per loro natura, verso il basso. Analogamente il fuoco tende verso l'alto, mentre l'aria si sposta orizzontalmente. «Si trattava di uno schema semplice, plausibile, di una rassicurante regolarità.»
«Di fronte a questo sistema cosmologico si ergeva quello astronomico-calcolatorio fondamentalmente ispirato all'Almagesto di Claudio Tolomeo, anche se ritoccato in oltre un millennio di studi astronomici: cioè il «sistema degli eccentrici e degli epicicli». Ferme restando immobilità e centralità della Terra, i moti planetari venivano in esso spiegati con una maggior fedeltà alle osservazioni, facendo in genere ruotare il corpo celeste sulla circonferenza di un cerchio (l'epiciclo) il cui centro ruotava a sua volta lungo la circonferenza di un altro cerchio (l'eccentrico), il centro del quale non coincideva con il centro della Terra. In base al principio dell'uniformità dei moti celesti, tanto la rotazione del pianeta portato dall'epiciclo quanto quella del centro dell'epiciclo sull'eccentrico dovevano avere una velocità (angolare) costante: ma nel calcolo effettivo dei moti planetari, già a partire da Tolomeo, si era stati costretti ad ammettere che l'uniformità del moto sull'eccentrico non era tale rispetto al centro dell'eccentrico stesso, bensì rispetto a un altro punto, detto centro dell'equante, cioè del cerchio che serviva a rendere in qualche modo uniforme un moto che pareva sottrarsi al principio dell'uniformità.» Il modello tolemaico risultava privo di coerenza interna e a volte, per spiegare proprietà diverse dello stesso corpo celeste (ad esempio, la Luna) non si esitava a ricorrere a combinazioni di epicicli ed eccentrici diversi per dimensioni, velocità o verso del moto. Si trattava, sostanzialmente, di ipotesi ad hoc, modificabili di volta in volta per giustificare matematicamente i dati osservativi, ovvero per "salvare i fenomeni".

## Il sistema copernicano

### La teoria copernicana
La teoria copernicana prende nome da Niccolò Copernico che nel 1543, anno della sua morte, pubblicò il libro De revolutionibus orbium coelestium (Sulle rivoluzioni dei corpi celesti). In esso si postula che il Sole si trovi immobile vicino al centro del sistema solare e dell'universo.
Invece la Terra, decentrata analogamente agli altri pianeti del sistema solare, ha un moto di rivoluzione annuale attorno al centro della propria orbita, e un moto di rotazione giornaliera attorno al proprio asse (che risulta inclinato di circa 23° rispetto alla perpendicolare al piano orbitale terrestre). Copernico introdusse ad hoc anche un terzo moto (fittizio), detto di declinazione, per rendere conto del lentissimo moto circolare dell'asse terrestre rispetto al cielo delle stelle fisse. L'effetto risultante (reale) è un moto di precessione dell'asse terrestre, che compie un giro completo ogni 25.800 anni circa (precessione degli equinozi).

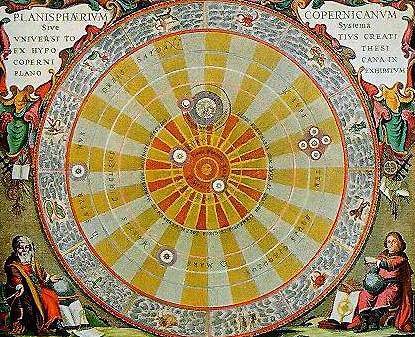
Rappresentazione cosmologica copernicana

Tale libro contiene alcuni elementi salienti della teoria astronomica moderna tra i quali, oltre ai moti di rivoluzione e rotazione della Terra, la corretta definizione dell'ordine dei pianeti, delle loro distanze relative dal Sole e della precessione degli equinozi. Esso fu punto di partenza della rivoluzione scientifica (transizione dai sistemi geocentrici aristotelico e tolemaico a quello cosiddetto eliocentrico), che convenzionalmente si concluse nel 1687 con la pubblicazione dei Philosophiae Naturalis Principia Mathematica (Principi matematici della filosofia naturale) di Newton.
La teoria copernicana riprendeva l'ipotesi autenticamente eliocentrica risalente ad Aristarco da Samo, poi sostenuta e dimostrata da Seleuco di Seleucia più di mille anni prima di Copernico. Ma il modello copernicano, contrariamente a quanto generalmente ritenuto, non è eliocentrico , ma eliostatico: «È da notare che, sebbene il Sole sia immobile, tutto il sistema [solare] non ruota intorno ad esso, ma intorno al centro dell'orbita della Terra, la quale conserva ancora un ruolo particolare nell'Universo. Si tratta cioè, più che di un sistema eliocentrico, di un sistema eliostatico.»
Per quanto rivoluzionaria, la teoria copernicana mantenne alcuni principi comuni sia al sistema aristotelico, sia al modello tolemaico:
1. Le orbite circolari dei pianeti e della Luna.[17]
2. L'immutabilità della volta celeste, caratterizzata da stelle costanti per luminosità, numerosità e dislocazione (fisse).[18]
3. Le dimensioni finite dell'universo, delimitato della sfera delle stelle fisse.[19]

Copernico conservò inoltre alcuni dei correttivi introdotti ad hoc da Tolomeo per spiegare le variazioni dimensionali e i moti retrogradi apparenti dei pianeti: gli epicicli, i deferenti e gli eccentrici.  Eliminò invece il punto equante, da lui ritenuto artificioso e inutile, rinunciando quindi alla velocità angolare costante (ma diversa da un astro all'altro) che nel modello tolemaico caratterizza il moto di ciascun pianeta e della Luna rispetto al proprio punto equante.

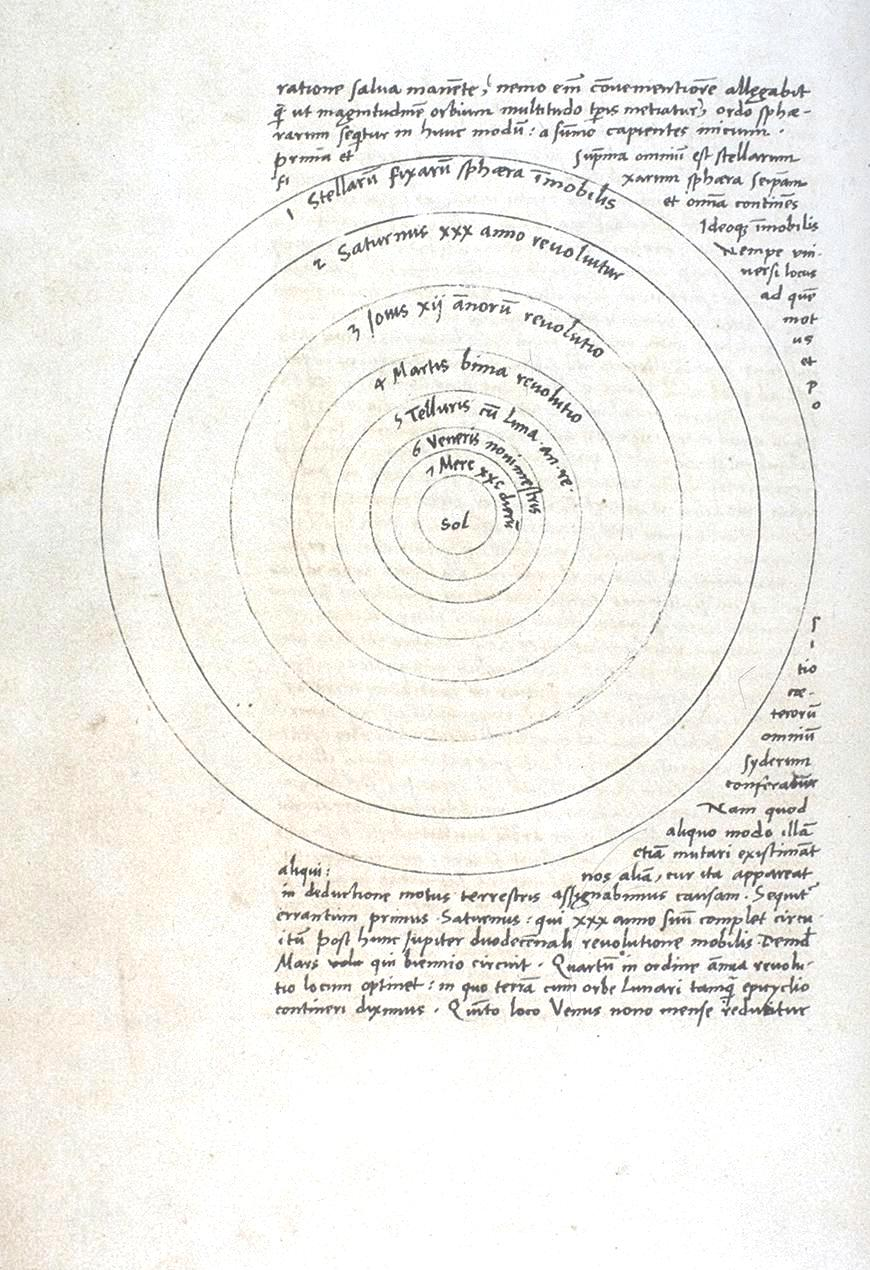
Pagina manoscritta del De Revolutionibus, con la rappresentazione delle orbite planetarie

### Le ipotesi principali
La teoria di Niccolò Copernico si basava su alcune ipotesi principali:
1. Il Sole sta immobile vicino al centro del sistema solare e dell'universo.[21]
2. Tutti i pianeti ruotano intorno al Sole (più precisamente, attorno al centro dell'orbita terrestre, che è il centro del sistema solare e dell'universo).[22]
3. Le orbite di tutti pianeti e della Luna sono circolari.
4. Il centro della Terra non è il centro dell'universo, ma solamente dell'orbita della Luna.
5. La Terra, decentrata analogamente agli altri pianeti del sistema solare, ha un moto di rivoluzione annuale intorno al Sole (meglio: attorno al centro della propria orbita).[23]
6. La Terra ha inoltre un moto di rotazione giornaliera da Ovest a Est attorno al proprio asse.[24]
7. L'asse terrestre risulta inclinato rispetto alla perpendicolare al piano orbitale terrestre.[25]
8. Alla Terra viene infine attribuito un terzo moto (in realtà fittizio), di declinazione.[26]
9. La volta celeste è immutabile, caratterizzata da stelle costanti per luminosità, numerosità e dislocazione (fisse).
10. L'universo ha dimensioni finite, ed è delimitato della sfera delle stelle fisse.

## Storia e fortuna del sistema copernicano

### I difficili inizi
Il De revolutionibus ebbe scarsa circolazione, persino negli ambienti matematici e astronomici dell'epoca, e poca fortuna editoriale, al punto da venir definito come «il libro che nessuno ha letto» e «un magnifico fallimento editoriale.»
Per almeno mezzo secolo il sistema copernicano venne sostanzialmente ignorato in tutte le maggiori università europee, e solo pochissimi astronomi presentarono nei loro corsi tale teoria accanto a quella tolemaica in auge. Tra questi, vanno certamente ricordati Georg Joachim Rheticus (Retico) (al quale dobbiamo l'avvenuta pubblicazione del De revolutionibus) e Michael Maestlin (maestro di Keplero). Il primo testo a stampa, scritto da un astronomo di professione, che contenga una decisa presa di posizione a favore del sistema copernicano è il Mysterium Cosmographicum di Keplero del 1597, 54 anni dopo la morte di Copernico.
Tuttavia, il modello copernicano era abbastanza noto tra gli intellettuali e i filosofi rinascimentali (basti pensare a Giordano Bruno), che certamente ne coglievano le influenze d'ascendenza platonica e pitagorica, in contrapposizione all'aristotelismo medievale ancora predominante ma sempre più messo in discussione dai pensatori non scolastici. L'importanza di Copernico venne riconosciuta in Inghilterra prima che altrove, «grazie soprattutto a due libri: in primo luogo A Perfit Description of the Caelestiall Orbes according to the most auncient doctrine of the Pythagoreans, latelye reviued by Copernicus and by Geometricall Demonstrations approued, che Thomas Digges aggiunse nel 1576 alla Prognostication euerlasting di suo padre Leonard; e in secondo luogo La cena delle ceneri che Giordano Bruno scrisse durante il suo soggiorno in Inghilterra e che venne pubblicata nel 1584 a Londra da Charlewood.»

La Terra al centro del creato in un'illustrazione della Bibbia di Lutero del 1545

I primi attacchi al sistema copernicano, precedenti alla pubblicazione del De revolutionibus, vennero dai protestanti Lutero e Melantone che si opponevano, a partire da passi biblici quali "Sole, fermati su Gabaon!" del libro di Giosuè, all'idea di una Terra in movimento.  Nel 1546 comparve l'opera del domenicano Giovanni Maria Tolosani De coelo supremo immobili et terra infima stabili, ceterisque coelis et elementis intermediis mobilius nella quale, fin dal titolo, si ribadiva la validità del modello tolemaico, polemizzando con quello copernicano. A parte questo episodio, la Chiesa cattolica non fu inizialmente ostile: il De revolutionibus fu ampiamente letto e commentato da astronomi e matematici gesuiti, che tuttavia generalmente gli preferirono il sistema tychoniano, proposto da Tycho Brahe tra il 1587 e il 1588. Inoltre per la riforma gregoriana del calendario, introdotta in molti paesi cattolici nel 1582, furono utilizzati anche dati e calcoli di Copernico.
L'iniziale neutralità delle autorità ecclesiastiche nei confronti del De revolutionibus è in parte dovuta a
un fortunato equivoco: «Il lavoro di Copernico apparve con una breve prefazione non firmata, scritta da Andrea Osiander, cui il Retico aveva chiesto aiuto per portare a termine la pubblicazione. In tale prefazione, Osiander si preoccupò (mistificando il pensiero di Copernico) di sottolineare come l'autore intendesse il suo modello come una semplice costruzione matematica, utile ai calcoli, ma non necessariamente corrispondente al vero. Essendo la prefazione anonima, fu per lungo tempo intesa essere stata scritta dallo stesso Copernico.»
Secondo Osiander, il De revolutionibus si candiderebbe a sostituire l'Almagesto di Tolomeo come trattato di astronomia matematica, lasciando sempre al De caelo di Aristotele il compito fornire la descrizione dell'universo (cosmologia fisica). La prefazione di Osiander fece da parafulmine al testo di Copernico: date le premesse, non vi era possibilità di contrasto tra il modello copernicano e le sacre scritture. Passeranno quasi 80 anni tra la data di pubblicazione del De revolutionibus (1543) e quella della sua menzione nell'Indice dei libri proibiti dal Sant'Uffizio (1616): un lasso di tempo che permetterà a molti intellettuali e studiosi, anche cattolici, d'aderire al copernicanesimo.
«Il primo a revocare in dubbio la paternità copernicana dell'introduzione anonima dell'Osiander fu Giordano Bruno nel Dialogo terzo de La cena de le Ceneri (1584): in esso, dopo aver definito l'introduzione di Osiander una "epistola superliminare attaccata non so da chi asino ignorante e presuntuoso", il Bruno motiva diffusamente i suoi dubbi, in primo luogo rimandando all'Epistola dedicatoria del De revolutionibus, indirizzata a Papa Paolo III, in cui Copernico, lungi dal presentare l'eliocentrismo come mera ipotesi matematica, "protesta e conferma" la sua convinzione circa il moto della terra attorno al sole, quindi sottolineando che nel primo libro del De revolutionibus Copernico "non solo fa ufficio de matematico che suppone, ma anco de fisico che dimostra il moto de la terra".»
Una prova indiretta su chi sia il vero autore dell'Introduzione si trova in una lettera scritta nel 1609 dal matematico Johannes Praetorius, che rivela a Herwart von Hohenburg informazioni avute molti anni prima da Retico, suo intimo amico morto nel 1576: «Quanto alla prefazione del libro di Copernico, ci sono stati dubbi intorno al suo autore. Comunque è Andrea Osiander [...] che ha scritto tale prefazione.» La conferma definitiva della natura apocrifa dell'Introduzione al De revolutionibus venne fornita, sempre nel 1609, da Keplero nel suo testo Astronomia Nova: «Volete conoscere l'autore di questa finzione, che vi riempie di tanta collera? Andreas Osiander viene nominato nel mio esemplare, di pugno di Gerolamo Schreiber, di Norimberga.» Data la fama di Keplero e la diffusione in tutta Europa del suo trattato, c'è da credere che nel giro di qualche anno l'ambiente degli astronomi riconoscesse in Osiander il vero autore dell'Introduzione al De revolutionibus di Copernico; nel frattempo, però, erano passati circa 70 anni dalla sua pubblicazione.

### Ex suppositione o Ex professo?
La questione fondamentale è cosa pensasse effettivamente Copernico del proprio lavoro. Sostanzialmente, si contrappongono due possibilità:
1. Ex suppositione. Si tratta di un testo matematico (astronomia matematica) che rende disponibili utili strumenti per calcolare meglio le posizioni dei pianeti ("salvare i fenomeni"). In questo caso, ci sarebbe solo una competizione sull'accuratezza delle previsioni tra l'Almagesto di Tolomeo e il De revolutionibus di Copernico. Ma il secondo testo, come del resto il primo, non avrebbe nulla a che vedere con la reale struttura del sistema solare, che resterebbe descritta dalla teoria geocentrica ed omocentrica di Aristotele (cosmologia fisica).
2. Ex professo. Il sistema copernicano ha una sua intrinseca realtà fisica: effettivamente la Terra si muove e i pianeti ruotano intorno al Sole. In questo caso si avrebbe un conflitto tra due teorie cosmologie contrapposte, aristotelica e copernicana, che aspirano entrambe al ruolo d'autentica cosmologia fisica. Vi è una rivalità diretta e solo una delle due può, in definitiva, risultare "vera" (confermata dal confronto tra previsioni teoriche e dati osservativi).

Si hanno due indizi molto forti, ed entrambi indicano che Copernico ritenesse il proprio lavoro una teoria fisica (ex professo), non un trattato matematico (ex suppositione):

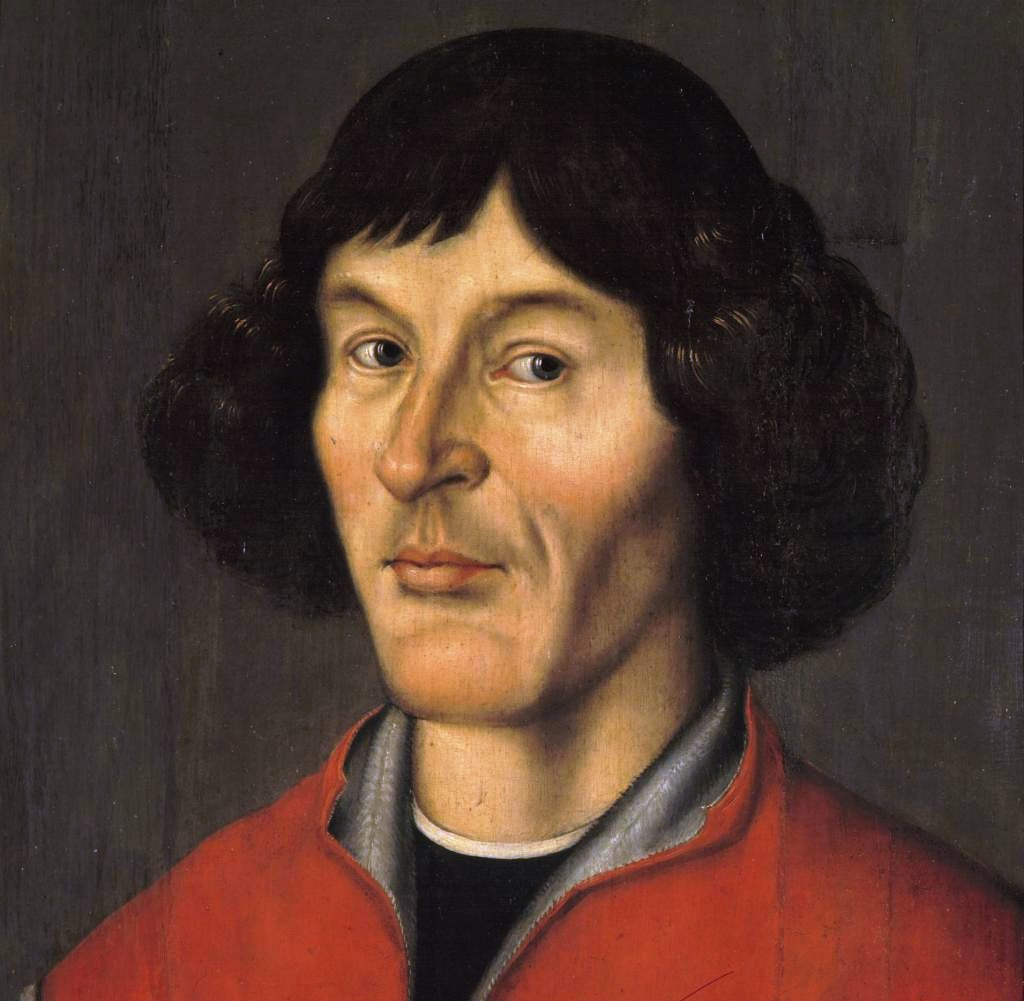
Ritratto di Niccolò Copernico, esposto presso il municipio di Toruń dal 1580

1. Come riconosciuto già da Giordano Bruno nel Dialogo terzo de La cena de le Ceneri (1584), le parole scritte da Copernico nella Epistola dedicatoria del De revolutionibus al pontefice Paolo III, al secolo Alessandro Farnese: «E così io, dopo aver considerato che la Terra si muovesse secondo i movimenti che più avanti le assegno nel testo, trovai infine, dopo una lunga e attenta indagine, che se si rapportano al circuito della Terra i movimenti degli altri astri erranti calcolati secondo la rivoluzione di ciascuna stella, non solo ne conseguono i loro movimenti e fasi, ma anche l'ordine e la grandezza delle stelle e di tutti gli orbi e lo stesso cielo diventa un tutto così collegato che in nessuna parte di esso si può spostare qualcosa senza crear confusione delle restanti parti e di tutto l'insieme. Di conseguenza nello sviluppo dell'opera ho seguito quest'ordine: nel primo libro ho descritto tutte le posizioni degli orbi con i movimenti che ho assegnati alla Terra, in modo che tale libro contenga quasi la costituzione generale dell'Universo.»[38]
2. Sempre nella lettera del 1609 di Johannes Praetorius, che scrive a Herwart von Hohenburg quando saputo da Retico sulle circostanze della pubblicazione del De revolutionibus nel 1543, si legge: «Anche il titolo venne cambiato contro le intenzioni dell'autore, poiché avrebbe dovuto essere De revolutionibus orbium mundi mentre Osiander lo trasformò in: orbium coelestium.»[36] Ovviamente parlare Delle rivoluzioni dei corpi celesti ha un significato molto più astratto e matematico che scrivere, come avrebbe voluto Copernico, Delle rivoluzioni della sfera terrestre: un riferimento chiaro ed esplicito, fin dal titolo, al movimento della Terra.

### Lo sviluppo e l'affermazione
Nel lungo periodo intercorso tra la pubblicazione del De revolutionibus nel 1543 e la sua menzione nell'Indice dei libri proibiti dal Sant'Uffizio nel 1616 molti intellettuali e studiosi avevano indagato le possibili implicazioni, innovative e rivoluzionarie, del sistema copernicano. Le remore e le cautele che avevano contraddistinto i comportamenti e lo stile di scrittura di Niccolò Copernico e Andrea Osiander vennero progressivamente sostituiti da affermazioni sempre più esplicite e consapevoli sulla reale portata della rivoluzione copernicana. Giordano Bruno, Galileo Galilei e Giovanni Keplero sono i nomi più noti della folta schiera di studiosi che - tra la fine del XVI e l'inizio del XVII secolo - si dichiararono sostenitori del copernicanesimo.
Quello della teoria copernicana è stato efficacemente definito un «effetto a scoppio ritardato.» Copernico, «conservatore che si trovava a suo agio nell'edificio medievale, nonostante questo ne minò le fondamenta con efficacia maggiore del tonante Lutero. Portò le corrosive nozioni d'infinito e di eterno cambiamento che fecero crollare il vecchio mondo.»:
1. Se la rotazione diurna della sfera celeste dipende dalla Terra, non serve più immaginare le stelle fissate su una sfera solida e finita. Esse possono allontanarsi tra loro, e indietreggiare all'infinito. L'universo può quindi essere infinito.
2. L'universo non solo poteva essere esteso all'infinito, ma risultava anche privo di un centro di gravità permanente: crisi della fisica aristotelica.
3. Poiché la Terra è aristotelicamente composta da quattro elementi (aria, acqua, terra e fuoco), e gli altri pianeti le sono astronomicamente equivalenti, anch'essi sono forse fatti degli stessi elementi, invece che d'etere.
4. Gli altri pianeti potrebbero essere abitati da diverse specie d'uomini (come ipotizzato, ad esempio, da Nicola Cusano e Giordano Bruno).
5. In un universo infinito non vi è più un luogo per Dio: l'Empireo, da spazio fisico, deve diventare luogo dello spirito.

Nessuna di queste tesi viene esplicitamente formulata nel De revolutionibus. «Implicitamente ci sono tutte. Tutte, inevitabilmente, sarebbero state presto o tardi formulate dai seguaci di Copernico.»
Secondo Arthur Koestler:
«Egli [Copernico] non disse che l'universo è infinito nello spazio. Preferì, con la sua consueta prudenza, «lasciare la questione ai filosofi.» Rovesciò, tuttavia, una corrente di pensiero inconscia facendo gravitare la Terra al posto del Cielo. Finché si immaginava il cielo in rotazione si era automaticamente portati a concepirlo come una sfera solida e finita: come avrebbe fatto altrimenti a girare in blocco tutte le ventiquattro ore? Tuttavia, una volta spiegata la ronda quotidiana del firmamento in base alla rotazione della Terra, gli astri potevano indietreggiare all'infinito; diventava arbitrario collocarli su una sfera solida. Il Cielo non aveva più limiti, l'infinito socchiudeva la sua fauce immensa e il libertino di Pascal, colto da agorafobia cosmica, cent'anni dopo avrebbe gridato: «Il silenzio eterno di questi spazi infiniti mi spaventa».»
«Lo spazio infinito non fa parte del sistema di Copernico, tuttavia il sistema lo presuppone, tende irresistibilmente a spingere il pensiero in questa direzione. La distinzione tra conseguenze esplicite e conseguenze implicitamente contenute diventa più apparente quanto si considera l'influenza di Copernico sulla metafisica dell'universo. [...] L'universo di Aristotele aveva un centro, un centro di gravità, un nucleo duro a cui facevano capo tutti i movimenti. Ogni cosa pesante cadeva verso questo centro, ogni cosa leggera, come l'aria e il fuoco, tentava di allontanarsene. E gli astri, né pesanti né leggeri, di natura completamente diversa, giravano in cerchio attorno a lui. I dettagli di questo schema potevano essere veri o falsi, però si trattava di uno schema semplice, plausibile, di una rassicurante regolarità.»
«L'universo di Copernico non soltanto era esteso nell'infinito, è al tempo stesso decentralizzato, fuorviante e narchico. Non ha un centro naturale di attrazione a cui si possa rapportare ogni cosa. Il «basso» e l'«alto» non sono più assoluti e neppure la pesantezza o la leggerezza. Il «peso» di una pietra prima voleva dire che la pietra aveva tendenza a cadere verso il centro della Terra: era il senso di «gravità». Ora il Sole e la Luna diventano essi stessi centri di gravità. Nello spazio non ci sono più direzioni assolute. L'universo ha perso il suo nucleo: non ha più un cuore, ne ha migliaia.»
«Inoltre, se la Terra è un pianeta, scompare ogni distinzione tra mondo sublunare e cieli eterei. Poiché la Terra è fatta di quattro elementi, i pianeti e le stelle sono forse composti degli stessi materiali di terra, d'acqua, d'aria e di fuoco. Forse addirittura sono popolati da altre specie di uomini, come Cusano e Bruno hanno affermato. In questo caso Dio dovrebbe incarnarsi su tutti gli astri ? Dio avrebbe forse creato quella colossale moltitudine di astri per i soli abitanti di un astro tra milioni di altri astri ?»
«Da tutti i diagrammi precopernicani dell'universo esce sempre, con qualche variante, la stessa immagine familiare e piacevole: la Terra al centro, circondata dalle conchiglie concentriche della gerarchia delle sfere nello spazio e dalla gerarchia di valori che è associata ad essa nella grande scala degli esseri. Hic sunt leones, là i serafini; ogni oggetto ha il suo posto assegnato nell'inventario cosmico. Ma in un universo senza limiti, privo di centro e di circonferenza, nessuna ragione, nessuna sfera si trova «più in alto» o «più in basso» di un'altra, sia nello spazio oppure nella scala dei valori. Questa scala non esisteva più. La catena d'oro era spezzata, i suoi anelli dispersi nel mondo; allo spazio omogeneo corrispondeva la democrazia cosmica.»
«La nozione d'illimitato o d'infinito, implicitamente contenuta nel sistema di Copernico, era fatalmente destinata a divorare lo spazio destinato a Dio sulle carte dell'astronomia del Medioevo. Si era ammesso senza discussione che i campi dell'astronomia e della teologia erano confinanti: solo li separava lo spessore della nona sfera di cristallo. Ormai, però, al continuo spazio-spirito si dovrà sostituire un continuo spazio-tempo. Ciò significava tra l'altro che l'intimità tra uomo e Dio doveva cessare. L'homo sapiens aveva vissuto in un universo avvolto di divino come dentro a viscere materne: lo si sarebbe scacciato da quel grembo e da qui il grido d'orrore di Pascal.»

### I contrasti con la Chiesa cattolica

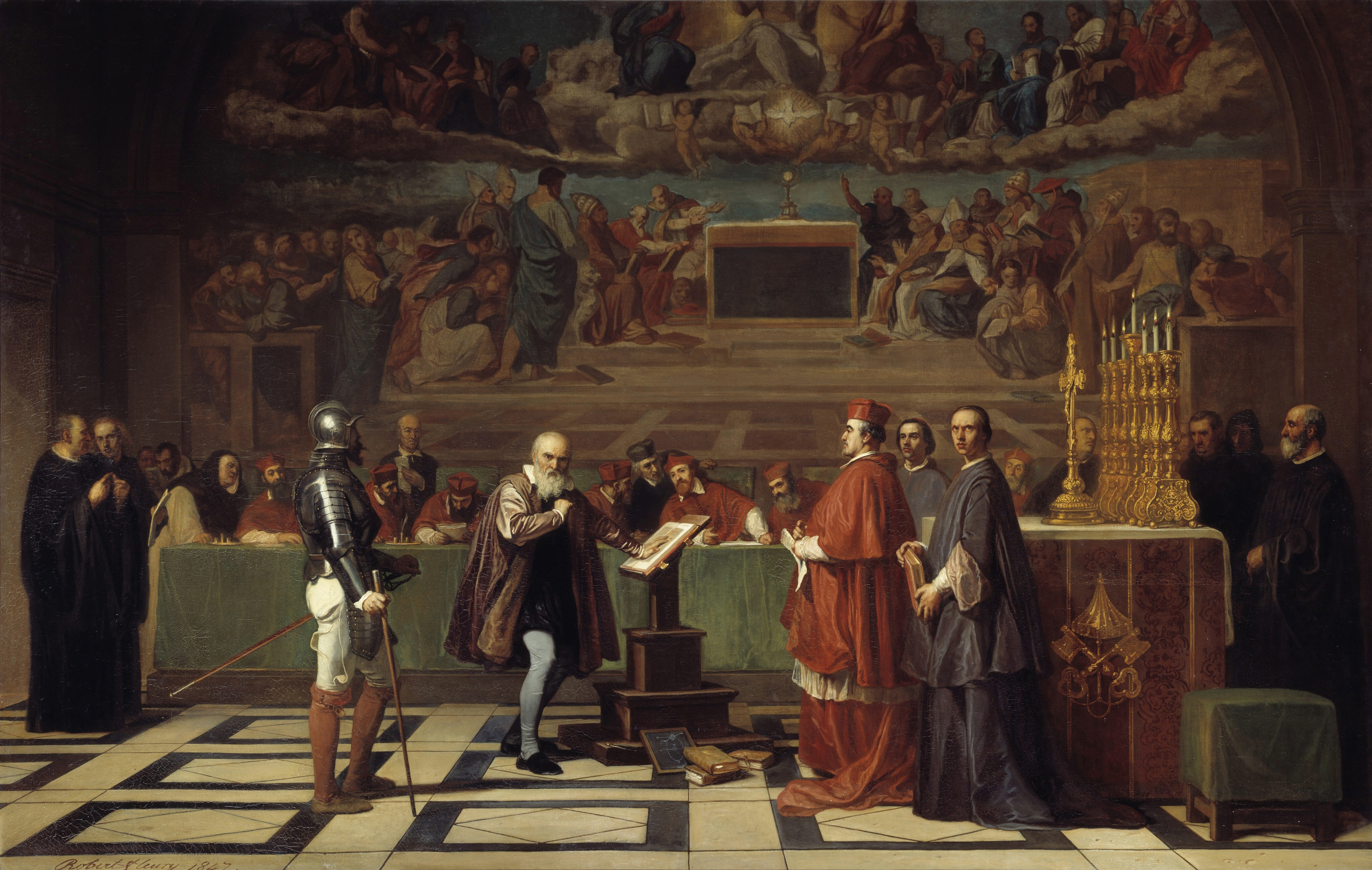
Il processo di Galilei di Joseph-Nicolas Robert-Fleury

La visione copernicana fu lungamente considerata con sospetto da parte delle autorità ecclesiastiche perché poneva la Terra, e dunque il genere umano che la abita, in posizione decentrata, e quindi non fondamentale, nell'universo creato da Dio. Invece - seguendo vuoi il pensiero di Aristotele (cosmologia fisica) vuoi quello di Tolomeo (astronomia matematica) - la Chiesa cattolica sosteneva comunque una teoria geocentrica, con ovvie implicazioni sulla rilevanza della Terra, del genere umano e sulla necessità di un intervento divino diretto alla salvezza spirituale dell'umanità.
Nel 1616 si ha la prima condanna formale del copernicanesimo da parte della Chiesa cattolica, con una delibera del Sant'Uffizio affermante che la frase: “Il Sole è centro del mondo e per conseguenza immobile di moto locale” è “stolta ed assurda in filosofia e formalmente eretica”. Quattro anni dopo, nel 1616, il De revolutionibus viene inserito nell'Indice dei libri proibiti dal Sant'Uffizio.
Questa contrapposizione causò incomprensioni radicali e prese di posizione anche drammatiche, la più nota delle quali culminò nel processo a Galileo Galilei del 1633, che si concluse con la sua condanna per eresia e l'abiura forzata delle sue concezioni astronomiche copernicane.

#### Revisione della posizione della Chiesa cattolica
La Chiesa cattolica difese il sistema geocentrico giudicando che la conoscenza della struttura del mondo fisico fosse conseguente dall'interpretazione letterale della Bibbia. Nel 1822, a 180 anni dalla morte di Galileo, la Chiesa accettò la veridicità della teoria copernicana e riabilitò lo scienziato pisano; nel 1846 tutte le opere sul sistema copernicano furono tolte dall'Indice dei libri proibiti. Nel 1992 la Chiesa, con Giovanni Paolo II, riconosce l'erroneità della sua posizione e l'ingiusta condanna di Galileo: 

Circa la contrapposizione tra scienza e fede: 
Giovanni Paolo II descrive il caso Galileo affermando: 
In tale prospettiva, il caso Galileo era il simbolo del preteso rifiuto, da parte della Chiesa, del progresso scientifico, oppure dell’oscurantismo “dommatico” opposto alla libera ricerca della verità. Questo mito ha giocato un ruolo culturale considerevole; esso ha contribuito ad ancorare parecchi uomini di scienza in buona fede all’idea che ci fosse incompatibilità tra lo spirito della scienza e la sua etica di ricerca, da un lato, e la fede cristiana, dall’altro. Una tragica reciproca incomprensione è stata interpretata come il riflesso di una opposizione costitutiva tra scienza e fede. Le chiarificazioni apportate dai recenti studi storici ci permettono di affermare che tale doloroso malinteso appartiene ormai al passato.»
(Discorso di Giovanni Paolo II Ai Partecipanti Alla Sessione Plenaria Della Pontificia Accademia Delle Scienze, Sabato, 31 ottobre 1992 online)

Antonio Beltrán Marí, autorevole studioso galileiano,
(Andrea Frova e Mariapiera Marenzana, Prefazione al Dialogo sopra i due massimi sistemi del mondo, Rizzoli, Milano 2012{\displaystyle ^{3}}.)

## Protagonisti ed eredi
Per comprendere meglio la progressiva evoluzione del copernicanesimo, analizziamo le posizioni d'importanti esponenti di questo movimento (Giordano Bruno, Galileo Galilei, Giovanni Keplero e Isaac Newton) riguardo ai "residui aristotelico/tolemaici" ancora presenti nel De revolutionibus.

### Claudio Tolomeo
1. SÌ - Orbite circolari dei pianeti e della Luna.
2. SÌ - Velocità angolare costante (ma diversa da caso a caso) degli astri.
3. SÌ - Immutabilità della volta celeste.
4. SÌ - Dimensioni finite dell'universo.

### Copernico
1. SÌ - Orbite circolari dei pianeti e della Luna.
2. NO - Velocità angolare costante (ma diversa da caso a caso) degli astri.
3. SÌ - Immutabilità della volta celeste.
4. SÌ - Dimensioni finite dell'universo.

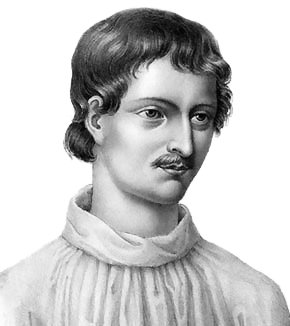
Giordano Bruno

### Giordano Bruno
1. NO - Orbite circolari dei pianeti e della Luna.
2. NO - Velocità angolare costante degli astri.
3. NO - Immutabilità della volta celeste.
4. NO - Dimensioni finite dell'universo.

«Possiamo affermare con certezza che l'universo è tutto esso centro, o che il centro dell'universo sta dappertutto e la sua circonferenza in nessun luogo.»

### Galileo Galilei
1. SÌ - Orbite circolari dei pianeti e della Luna.
2. SÌ - Velocità angolare costante degli astri.
3. NO - Immutabilità della volta celeste.
4. NO - Dimensioni finite dell'universo.

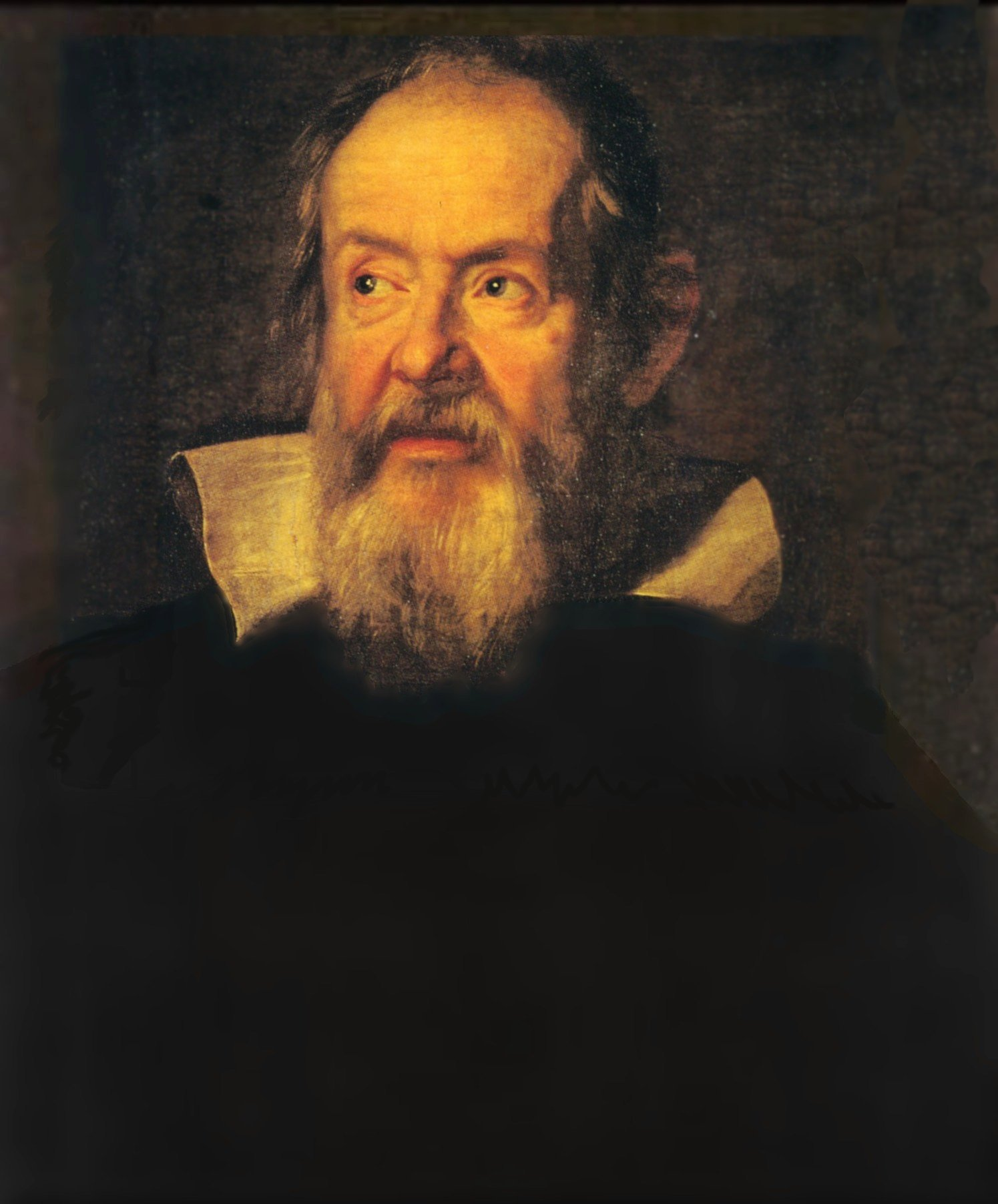
Ritratto di Galileo Galilei di Justus Sustermans (1636)

Galileo condivise l'errore di Copernico, convinto anch'egli che nel cielo fossero possibili solo traiettorie circolari. Il motivo risale probabilmente ai suoi studi di meccanica, in particolare alle sue indagini sul moto inerziale (che avviene senza l'applicazione di una forza esterna): «Si immagini infine di spianare montagne, riempire valli e costruire ponti, in modo da realizzare un percorso rettilineo assolutamente piano, uniforme e senza attriti. Una volta iniziato il moto inerziale della sfera che scende da un piano inclinato con velocità costante, [...] questa continuerà a muoversi lungo tale percorso rettilineo fino a fare il giro completo della Terra, e ricominciare quindi indisturbata il proprio cammino. Ecco realizzato un (ideale) moto inerziale perpetuo, che avviene lungo un'orbita circolare, coincidente con la circonferenza terrestre. Partendo da questo "esperimento ideale", Galileo sembrerebbe erroneamente ritenere che tutti i moti inerziali debbano essere moti circolari. Probabilmente per questo motivo considerò, per i moti planetari da lui (arbitrariamente) ritenuti inerziali, sempre e solo orbite circolari, rifiutando invece le orbite ellittiche dimostrate da Keplero sin dal 1609.» Si tratta di un sillogismo in cui, partendo da due premesse false, si arriva ad una conclusione falsa:
1. Premessa maggiore (falsa): tutti i moti inerziali sono moti circolari.
2. Premessa minore (falsa): i moti planetari sono moti inerziali.
3. Conclusione (falsa): quindi i moti planetari sono moti circolari.

Inoltre, considerando erroneamente i moti planetari come moti inerziali, concluse che debbano avere necessariamente velocità costanti. Anche sotto questo aspetto, Galileo restava ancorato ai pregiudizi sia aristotelico/tolemaici, sia copernicani.
L'idea dell'esclusività del moto circolare degli astri portò nel 1619 Galileo a sostenere, in polemica col gesuita Orazio Grassi, la natura atmosferica e non astronomica delle comete: secondo lui si trattava d'effetti ottici prodotti dalla luce solare su vapori sprigionantesi dalla Terra. Padre Orazio Grassi, del Collegio romano, affermava invece che le comete sono corpi di natura astrale, situati oltre il «cielo della Luna». Egli utilizzava tale ipotesi per avvalorare, contro l'ipotesi eliocentrica, il modello proposto da Tycho Brahe, secondo il quale la Terra è immobile al centro dell'universo, la Luna e il Sole ruotano intorno alla Terra, mentre gli altri pianeti sono in orbita attorno al Sole. Oltre alla difesa del modello copernicano contro il sistema ticoniano, «Galileo aveva un altro motivo per negare l'esistenza delle comete: le loro traiettorie erano così nettamente ellittiche che non era possibile conciliarle con le orbite circolari che obbligatoriamente tutti i corpi celesti dovevano seguire intorno al Sole.»
«Una "nuova stella" fu osservata il 9 ottobre 1604 dall'astronomo fra' Ilario Altobelli, il quale ne informò Galileo. Luminosissima, fu osservata successivamente il 17 ottobre anche da Keplero, che ne fece oggetto di uno studio, il De Stella nova in pede Serpentarii, così che quella stella è oggi nota come Supernova di Keplero. Su quel fenomeno astronomico Galileo tenne tre lezioni, il cui testo non ci è noto, ma le cui argomentazioni furono confutate dall'aristotelico Antonio Lorenzini, probabilmente su suggerimento di Cesare Cremonini, e da Baldassarre Capra nella sua Consideratione astronomica circa la nuova e portentosa stella (Padova, 1605). Galileo aveva interpretato il fenomeno come prova della mutabilità dei cieli, sulla base del fatto che, non presentando la "nuova stella" alcun cambiamento di parallasse, essa dovesse trovarsi oltre l'orbita della Luna. Galileo rispose alle critiche con un caustico libretto Dialogo de Cecco di Ronchitti da Bruzene in perpuosito de la Stella Nuova scritto in lingua veneto-padovana in cui, nascondendosi sotto lo pseudonimo di Cecco de Ronchitti, difese la validità del metodo della parallasse per determinare le distanze – o almeno la distanza minima – anche di oggetti accessibili all'osservatore solo visivamente, quali sono gli oggetti celesti.»
«Non sembra che, negli anni della polemica sulla "nuova stella", Galilei si fosse già pubblicamente pronunciato a favore della teoria copernicana: si ritiene che egli, pur intimamente convinto copernicano, pensasse di non disporre ancora di prove sufficientemente forti da ottenere invincibilmente l'assenso della universalità degli studiosi. Aveva, tuttavia, espresso privatamente la propria adesione al copernicanesimo già nel 1597: in quell'anno, infatti, a Keplero – che aveva recentemente pubblicato il suo Prodromus dissertationum cosmographicarum – scriveva di essere copernicano da molti anni e di aver prove (che però non espose) a sostegno di Copernico, «praeceptoris nostri».»
Eventuali «prove a sostegno della teoria copernicana potevano essere offerte solo dopo meticolose osservazioni e lo strumento che le avrebbe rese possibili [cannocchiale] era stato appena inventato. [...]
Galileo ne ebbe notizia – e forse anche un esemplare – nella primavera del 1609 e, ricostruito e potenziato empiricamente, il 21 agosto lo presentò come propria invenzione al governo veneziano che, apprezzando l'«invenzione», gli raddoppiò lo stipendio e gli offrì un contratto vitalizio d'insegnamento. Per tutto il resto di quell'anno Galileo s'impegnò nelle osservazioni astronomiche: acquisì informazioni più precise sui monti lunari, sulla composizione della Via Lattea e scoprì i quattro maggiori satelliti di Giove. Le nuove scoperte furono pubblicate il 12 marzo del 1610 nel Sidereus Nuncius, una copia del quale Galileo inviò al granduca di Toscana Cosimo II, già suo allievo, insieme con un esemplare del suo cannocchiale e la dedica dei quattro satelliti, battezzati da Galileo in un primo tempo Cosmica Sidera e successivamente Medicea Sidera («pianeti medicei»). È evidente l'intenzione di Galileo di guadagnarsi la gratitudine della Casa medicea, molto probabilmente non soltanto ai fini del suo intento di ritornare a Firenze, ma anche per ottenere un'influente protezione in vista della presentazione, di fronte al pubblico degli studiosi, di quelle novità, che certo non avrebbero mancato di sollevare polemiche.» Le polemiche non mancheranno (anzi, saranno una costante della vita di Galileo), ma la dimostrazione dell'esistenza dei nuovi satelliti di Giove metterà fine, una volta per tutte, all'idea della costituzione immutabile, quella già determinata dagli antichi, del sistema solare.
Da ultimo, per quanto riguarda le dimensioni dell'universo, Galileo sembra propendere per la tesi che sia infinito: «Grandissima mi par l'inezia di coloro che vorrebbero che Iddio avesse fatto l'universo più proporzionato alla piccola capacità del loro discorso che all'immensa, anzi infinita, sua potenza.» «Ma Galilei non prende mai esplicitamente in considerazione, forse per prudenza, la dottrina di Giordano Bruno di un universo illimitato e infinito, senza un centro e costituito di infiniti mondi tra i quali Terra e Sole che non hanno alcuna preminenza cosmogonica. Lo scienziato pisano non partecipa al dibattito sulla finitezza o infinità dell'universo e afferma che a suo parere la questione è insolubile. Se appare propendere per l'ipotesi della infinitezza lo fa con motivazioni filosofiche in quanto, sostiene, l'infinito è oggetto di incomprensibilità mentre ciò che è finito rientra nei limiti del comprensibile.»
La lettera di Galileo a Keplero del 1597 è importante per stabilire l'atteggiamento di Galileo nei confronti della teoria di Copernico. «In primo luogo dimostra che Galileo era un copernicano convinto fin da giovane. Scrive, a trentatré anni, che la sua conversione data «da anni». Tuttavia la sua prima dichiarazione pubblica, esplicita, in favore del sistema copernicano venne fatta solo nel 1613, sedici anni dopo la lettera a Keplero. In tutti questi anni, non solo insegnò la vecchia astronomia secondo Tolomeo: ripudiò apertamente Copernico. In un trattato che compose per i suoi allievi ed amici, schierò tutti gli argomenti tradizionali contro il movimento della Terra: che la rotazione la farebbe disintegrare, che le nuvole resterebbero indietro, ecc., argomenti che lui stesso aveva confutato (a quanto dice la lettera) molto tempo prima. [...] Perché, contrariamente a Keplero, aveva tanta paura di far conoscere le proprie opinioni? All'epoca non aveva motivo di temere la persecuzione religiosa più di quanto ne avesse avuto Copernico.» «Quel che temeva lo dice chiaramente nella sua lettera: era fare la fine di Copernico, era coprirsi di ridicolo, farsi fischiare. Al pari di Copernico temeva i sarcasmi degli ignoranti e dei dotti, soprattutto di questi ultimi: i professori di Pisa e di Padova, i maestri solenni della scuola peripatetica, i quali credevano sempre all'autorità assoluta di Aristotele e di Tolomeo. Tale timore era d'altronde perfettamente giustificato.»
Diventato, dopo le osservazioni col cannocchiale e la pubblicazione del Sidereus Nuncius del 1610, personaggio pubblico e famoso, Galileo dal 1613 si fece alfiere e paladino del copernicanesimo. Con la pubblicazione di quattro epistole (una a Benedetto Castelli, due a Piero Dini e l'ultima a Cristina di Lorena) tra il 1613 e il 1615 difese apertamente il modello copernicano sostenendo anche, contrariamente all'opinione diffusa e sostenuta dai teologi, il perfetto accordo tra esso e il testo biblico. Questo causò l'interessamento dell'Inquisizione alle tesi galileiane e la convocazione di Galileo da parte del cardinal Roberto Bellarmino. A Roma, nel febbraio 1616, Bellarmino ammonì Galileo, ordinandogli di «abbandonare del tutto quella dottrina e di non insegnarla, non difenderla e non trattarla».
Nel 1623 il cardinale Maffeo Barberini, amico personale di Galileo, diventò pontefice col nome di papa Urbano VIII. Nonostante le sei udienze concesse dal nuovo Papa a Galileo nella Primavera del 1624 la posizione ufficiale della Chiesa cattolica, di condanna del copernicanesimo, non subì mutamenti. Da quell'anno e fino al 1630, protetto dall'amicizia di Urbano VIII e di vari cardinali, Galileo attese alla scrittura di una nuova opera, e alla cura dei molti impegni familiari. Solo nel 1632, dopo non poche vicissitudini per ottenere l'imprimatur ecclesiastico, si avrà la pubblicazione del Dialogo sopra i due massimi sistemi del mondo. Ne derivò presto uno scontro col Papa, che si sentì ridicolizzato e oltraggiato dal libro di Galileo, l'intervento dell'Inquisizione e il processo del 1633. Nonostante l'abiura forzata al termine del processo, Galileo rimase tenacemente, accanitamente copernicano fino alla morte, avvenuta nei primi giorni del 1642.

### Giovanni Keplero
1. NO - Orbite circolari dei pianeti e della Luna.
2. NO - Velocità angolare costante degli astri.
3. NO - Immutabilità della volta celeste.
4. SÌ - Dimensioni finite dell'universo.

Giovanni Keplero nel 1610

«Che tipo di forza attirò con tanta veemenza Keplero verso l'universo di Copernico? Nella sua autoanalisi dichiara espressamente che non fu veramente il suo gusto per l'astronomia e che fu convertito da «ragioni fisiche o, se si preferisce, metafisiche»; lo ripete quasi alla lettera nella prefazione al Mysterium [Cosmographicum (1597)]. Queste «ragioni fisiche o metafisiche» le espone qua e là in modi diversi, tuttavia l'essenziale è che il Sole deve essere al centro dell'universo in quanto è simbolo di Dio Padre, fonte di luce e di calore, generatore della forza che fa muovere i pianeti sulle loro orbite e perché un universo eliocentrico è più semplice, più soddisfacente dal punto di vista geometrico. Si direbbero quattro ragioni diverse, tuttavia esse formano un tutto indivisibile nello spirito di Keplero: è una nuova sintesi pitagorica di mistica e scienza.»
I suoi argomenti «si ispirarono talora a un misticismo di tipo medievale ma non per questo furono meno pregni di scoperte. Facendo passare il Primo Motore dalla periferia dell'universo al corpo fisico del Sole, simbolo di Dio, ci si preparava al concetto di forza gravitazionale, simbolo dello Spirito Santo, quale forza che governa i pianeti. Quindi un'idea puramente mistica fu all'origine della prima teoria razionale della dinamica dell'universo, fondata sulla trinità laica delle Leggi di Keplero.»
«Keplero rimase a Praga, in qualità di mathematicus imperiale, dal 1601 al 1612, anno della morte di Rodolfo II. 
Fu il periodo più fecondo della sua vita, nel corso del quale ebbe il raro merito di fondare due scienze: l'ottica strumentale, [...] e l'astronomia fisica. 
Il suo magnum opus, pubblicato nel 1609, porta questo titolo significativo: «Nuova Astronomia Causativa (AITIOΛOΥHTOΣ) ovvero Fisica Celeste, tratta dai commentari Dei Movimenti di Marte, sulla base delle osservazioni di G.V. Tycho Brahe». Keplero vi lavorò senza interruzione dal 1600 al 1606. L'opera contiene le due prime leggi planetarie: 1° i pianeti descrivono intorno al Sole non dei cerchi, bensì delle ellissi di cui il Sole occupa uno dei fuochi; 2° i pianeti percorrono le loro orbite non a velocità uniforme, bensì in maniera tale che il raggio vettore che congiunge il Sole al pianeta descrive aree uguali in tempi uguali.»
«In apparenza le Leggi di Keplero hanno un'aria altrettanto innocente che la formula di Einstein E = Mc2, che nemmeno essa rivela il suo potenziale esplosivo. Eppure la visione moderna dell'universo è stata formata dalla legge della gravitazione universale di Newton, la quale deriva dalle Leggi di Keplero. [...] Quindi la promulgazione delle Leggi di Keplero è un punto fermo nella storia. Esse furono le prime «leggi naturali» nel senso moderno del termine: degli enunciati precisi, verificabili, relativi a rapporti universali che governano dei fenomeni singoli, ed espressi in termini matematici. Esse separano l'astronomia dalla teologia, per unirla alla fisica.» Lo stesso Keplero era ben coscio del mutamento metodologico che stava introducendo nell'astronomia, e lanciava un compiaciuto avvertimento per l'imminente invasione di campo: «Fisici, drizzate l'orecchio, perché stiamo per invadere il vostro territorio.»
«L'Harmonices Mundi venne terminato nel 1618 e pubblicato l'anno dopo. Keplero aveva quarantotto anni: aveva terminato il suo lavoro di pioniere, tuttavia nel corso degli undici anni che gli restavano da vivere continuò a produrre libi ed opuscoli, almanacchi, effemeridi, un trattato sulle comete, un altro relativo all'invenzione recente dei logaritmi e due grandi opere: l'Epitome Astronomiae Copernicanae e le Tabulae Rudolphinae.
L'Epitome è un titolo ingannevole. Non si tratta di un riassunto del sistema copernicano, bensì di un manuale del sistema di Keplero. Le leggi che, in origine, si riferivano unicamente a Marte qui si estendono a tutti i pianeti, compresa la Luna e i satelliti di Giove. Gli epicicli sono del tutto scomparsi e il sistema solare si presenta, sostanzialmente, come compare oggi sui libri di scuola. È l'opera più grossa di Keplero; era il trattato di astronomia più importante dopo l'Almagesto di Tolomeo.»
Quanto alla presunta immutabilità della volta celeste, anche su questo argomento Keplero dette un significativo contributo
innovativo. Nel novembre 1572 Tycho Brahe, predecessore di Keplero alla carica di Matematico imperiale presso Rodolfo II, osservò una stella molto luminosa, apparsa improvvisamente nella costellazione di Cassiopea. L'anno dopo pubblicò un piccolo libro (De Stella Nova), coniando il termine nova per una "nuova" stella (oggi sappiamo che in realtà si trattava della luce proveniente dall'esplosione di una supernova). Dall'ottobre 1604 comparve, per circa un anno, un'altra nova nella costellazione di Ofiuco. 
Tale supernova fu osservata per la prima volta il 9 ottobre 1604 dall'astronomo fra' Ilario Altobelli, che informò Galileo. «L'astronomo tedesco Giovanni Keplero la vide per la prima volta il 17 ottobre, ma la studiò così a lungo che essa prese il suo nome. Il suo libro sull'argomento era intitolato De Stella nova in pede Serpentarii (Sulla nuova stella nel piede del Serpentario).»
L'universo di Keplero rimane, come quelli aristotelico/tolemaico e copernicano, di dimensioni finite e sferico: la sfera «è per Keplero il simbolo della Santa Trinità.»
In esso, «gli attributi mistici e le forze materiali sono interamente centralizzati nel Sole. [...] L'universo visibile è il simbolo e la «firma» della Santa Trinità: il Sole rappresenta il Padre, la sfera delle stelle il Figlio, le forze invisibili che, emanando dal Padre, agiscono nello spazio interstellare, rappresentano lo Spirito Santo.»

### Isaac Newton
1. NO - Orbite circolari dei pianeti e della Luna.
2. NO - Velocità angolare costante degli astri.
3. NO - Immutabilità della volta celeste.
4. NO - Dimensioni finite dell'universo.

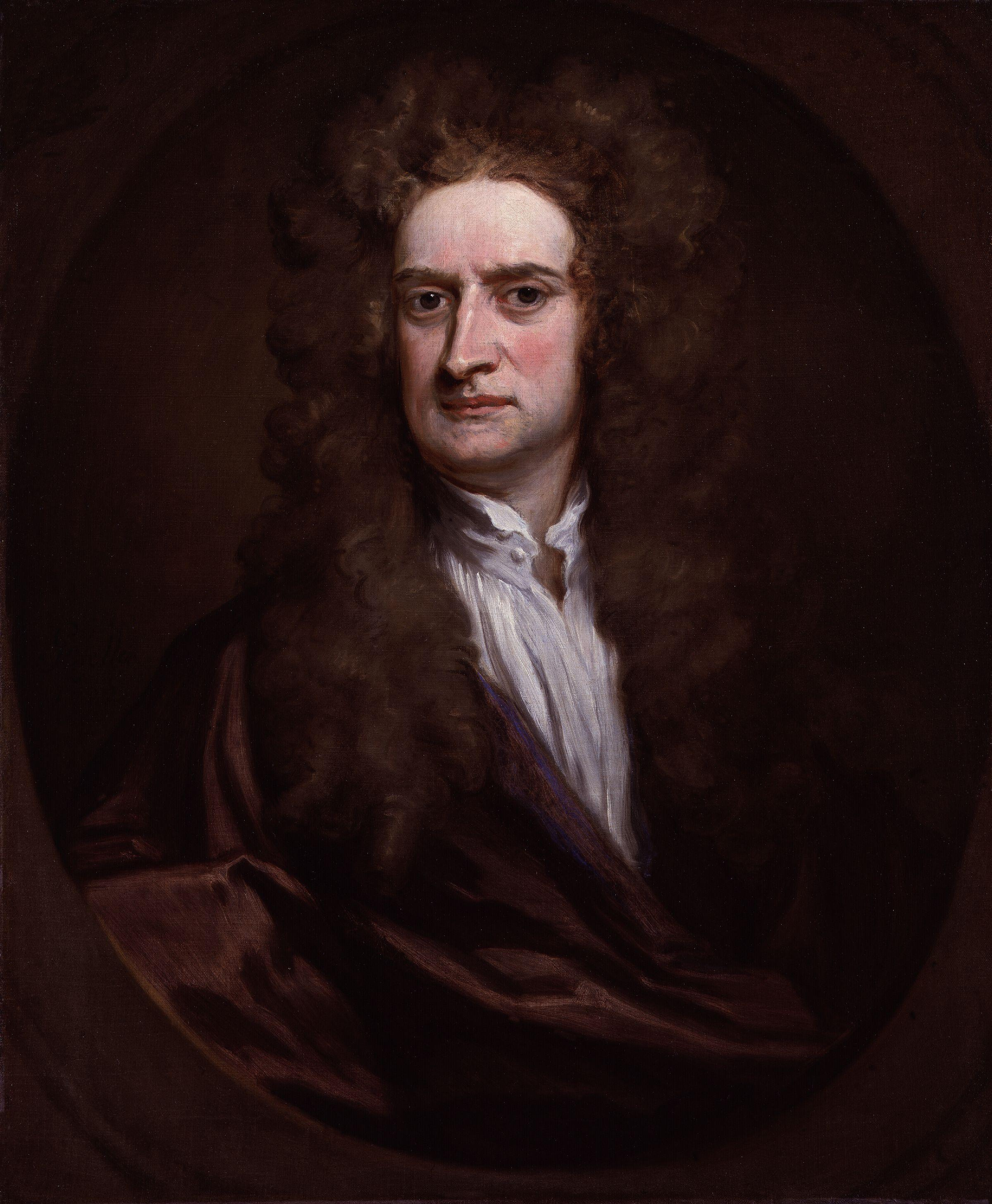
Isaac Newton

«Si racconta che Newton nel 1666, l'annus mirabilis, fosse seduto sotto un melo nella sua tenuta a Woolsthorpe quando una mela gli cadde sulla testa. Ciò, secondo la leggenda diffusa da Voltaire, lo fece pensare alla gravitazione e al perché la Luna non cadesse sulla terra come la mela. Cominciò a pensare dunque a una forza che diminuisse con l'inverso del quadrato della distanza, come l'intensità della luce. Newton però non tenne conto delle perturbazioni planetarie e di conseguenza i suoi calcoli sul moto della Luna non erano corretti. Deluso smise quindi di pensare alla gravitazione. Nel 1679, Newton ritornò alle sue idee sulla gravità, sulla meccanica classica, e sugli effetti di queste sulla determinazione delle orbite dei pianeti e sulle leggi di Keplero. Consultò su questo Robert Hooke e John Flamsteed, astronomo reale. Newton avrebbe probabilmente tenuto per sé le proprie scoperte, se Edmund Halley non gli avesse chiesto di trovare risposta ad un problema di meccanica celeste.»
Nel gennaio del 1684 l'astronomo Halley, rimasto famoso per via di una cometa che porta il suo nome, venne sfidato a trovare una formula capace di rendere conto della forza d'attrazione che si esercita tra il Sole e la Terra. La posta in gioco era una somma di 40 scellini. La scommessa venne persa: l'impresa era troppo ardua per le capacità fisiche e matematiche di Halley. L'astronomo chiese quindi aiuto a Newton, il quale affermò d'aver studiato e risolto il problema ma d'aver perso le carte, offrendosi di riscriverle. Nel mese di novembre dello stesso anno, Newton inviò ad Halley un trattato manoscritto di nove pagine intitolato De motu corporum in gyrum (Sul moto dei corpi in orbita). 
«In questa opera Newton derivava le tre leggi di Keplero presupponendo l'esistenza di una forza attrattiva che agisce proporzionalmente all'inverso del quadrato della distanza.» «Halley convinse Newton a pubblicare quelle carte ed egli, inserendo il manoscritto in un'opera più ampia, diede alle stampe i Philosophiae Naturalis Principia Mathematica (Principi matematici della filosofia naturale) comunemente chiamati Principia. L'opera, pubblicata a spese di Halley in tre volumi nel 1687, è unanimemente considerata un capolavoro assoluto della storia della scienza. [...] Egli usò la parola latina gravitas (peso) per la determinazione analitica della forza che sarebbe stata conosciuta come gravità, e definì la legge della gravitazione universale.»
La descrizione newtoniana del sistema solare eredita le caratteristiche cinematiche di quella kepleriana (le tre leggi di Keplero) ma introduce, con la forza di gravitazione universale, la causa che spiega la dinamica planetaria. Il titolo del suo trattato non potrebbe essere più appropriato: Principi matematici della filosofia naturale. In esso non si cerca, come nel caso dell'astronomia matematica medievale, di trovare modelli matematici ad hoc per i fenomeni fisici. Al contrario, il formalismo matematico della teoria fisica si dispiega qui in tutta la sua potenza: «non si limita a fotografare l'esistente, ma formula e dischiude proposte di senso.» Se le capacità descrittive della teoria della gravitazione universale appaiono sorprendenti, le sue potenzialità predittive hanno quasi dell'incredibile.
Circa le dimensioni dell'universo, Newton diede una risposta precisa e circostanziata. Nel preparare una serie di conferenze sul tema Una confutazione dell'ateismo dalle origini e struttura del mondo (Londra, 1692), il reverendo Richard Bentley interpellò Newton, per essere certo di dare una descrizione accurata dell'universo newtoniano. Nello scambio epistolare intercorso, Bentley sollevò importanti questioni cosmologiche (tra le quali una oggi nota come paradosso di Olbers), ad alcune delle quali Newton dette risposte ancora più interessanti. In particolare, Bentley domandò come fosse possibile che le stelle non collassassero le une sulle altre, visto che la forza gravitazionale è sempre attrattiva. Newton rispose che, essendo l'universo infinito per volere della divina Provvidenza, ogni stella è circondata in modo omogeneo ed isotropo da infinite altre, le cui forze si annullano reciprocamente. Questa caratteristica si realizza solo con un numero infinito di astri; se vi fosse invece un numero finito di corpi celesti, accadrebbe quanto paventato dal reverendo Bentley.
Con la pubblicazione dei Philosophiae Naturalis Principia Mathematica di Newton (1687) si ha il definitivo superamento, per inclusione ed esaustione, del De revolutionibus orbium coelestium (1543) di Copernico: «Nel volgere di un secolo e mezzo, il sistema di Newton, che conclude una tappa di quel cammino fatto riprendere da Copernico all'astronomia, ha contenutivamente ben poco ancora del sistema copernicano, forse soltanto l'eliocentrismo.» L'astronomia, che con Copernico si trasforma da dottrina medievale in sistema astronomico moderno, con Newton diventa teoria scientifica nella contemporanea accezione del termine.

### Cosmologia e astronomia medievali
- Francesco Barone, Immagini filosofiche della scienza, Laterza, Bari 1983.

### Sistema copernicano
- Francesco Barone, Immagini filosofiche della scienza, Laterza, Bari 1983.
- Arthur Koestler, I sonnambuli. Storia delle concezioni dell'universo, Jaca Book, Milano 1982¹ 1991².

### Copernico
- Arthur Koestler, I sonnambuli. Storia delle concezioni dell'universo, Jaca Book, Milano 1982¹ 1991².
- William Shea, Copernico. Un rivoluzionario prudente, Le Scienze, Milano 1988¹ 2013².

### Giordano Bruno
- Francesco Fiorentino, Il panteismo di Giordano Bruno, Napoli 1861
- Felice Tocco, Giordano Bruno, Firenze 1886
- Cesare Teofilato, Ai liberi lettori, XVII Febbraio MDC, numero unico dedicato a Giordano Bruno, Francavilla Fontana. 17 feb 1910, pag. 2
- Kaspar Schoppe, Lettera a Konrad Rittershausen, in V. Spampanato, Vita di Giordano Bruno, con documenti editi e inediti, Principato, Messina 1921
- Vincenzo Spampanato, Documenti della vita di Giordano Bruno, Olschki, Firenze 1933
- Antonio Gargano, Istituto Italiano per gli Studi Filosofici (a cura di), Le deposizioni davanti al tribunale dell'Inquisizione, da V. Spampanato, Documenti della vita di Giordano Bruno, Firenze 1933, Napoli, La città del sole, 2000.
- Nicola Badaloni, La filosofia di Giordano Bruno, Firenze 1955
- Giovanni Aquilecchia, Giordano Bruno, Roma, 1971.
- Arturo Deregibus, Il concetto dell'infinito nel pensiero filosofico di Bruno, Giappichelli, Torino 1981
- Arturo Deregibus, Bruno e Spinoza: la realtà dell'infinito e il problema della sua unità, Giappichelli, Torino 1981
- Maria Rita Pagnoni Sturlese, Su Bruno e Tycho Brahe, in "Rinascimento", XXV, 1985
- Luciana De Bernart, Immaginazione e scienza in Giordano Bruno: l'infinito nelle forme dell'esperienza, ETS, Pisa 1986
- Nicola Badaloni, Giordano Bruno tra cosmologia ed etica, De Donato, Bari 1988
- Frances A. Yates, Giordano Bruno e la tradizione ermetica, Roma - Bari, Laterza, 1992.
- Luigi Firpo, Il processo di Giordano Bruno, Roma, Salerno, 1993.
- Michele Ciliberto, Introduzione a Bruno, Roma - Bari, Laterza, 1996.
- Simonetta Bassi, Immagini di Giordano Bruno, 1600 - 1725, Napoli 1996
- Pasquale Sabbatino, Giordano Bruno e la «mutazione» del Rinascimento, Firenze, Olschki, 1998, ISBN 88-222-4044-8
- Chiara Lefons (a cura di), Indice dei nomi, dei luoghi e delle cose notevoli nelle opere di Giordano Bruno, Istituto nazionale di studi sul Rinascimento. Quaderni di «Rinascimento», vol. 38
- Guido Zingari, Il pensiero in fumo: Giordano Bruno e Pasolini: gli eretici totali, Costa & Nolan, Ancona-Milano, 1999 ISBN 88-7648-354-3
- Sandro Mancini, La sfera infinita. Identità e differenza nel pensiero di Giordano Bruno, Mimesis Edizioni, Sesto San Giovanni (Milano) 2000 ISBN 978-88-87231-86-1

### Galileo
- Enrico Bellone, Galileo. Le opere e i giorni di una mete inquieta, Le Scienze, Milano 1988¹ 2013².
- Massimo Bucciantini, Galileo e Keplero. Filosofia, cosmologia e teologia nell'Età della Controriforma, Einaudi, Torino 2000¹ 2007².
- John L. Heilbron, Galileo. Scienziato e umanista, Einaudi, Torino 2013.
- Arthur Koestler, I sonnambuli. Storia delle concezioni dell'universo, Jaca Book, Milano 1982¹ 1991².
- Umberto Eco e Riccardo Fedriga, Storia della filosofia, Vol. 2 Dall'Umanesimo a Hegel, Laterza, 2014.

### Keplero
- Massimo Bucciantini, Galileo e Keplero. Filosofia, cosmologia e teologia nell'Età della Controriforma, Einaudi, Torino 2000¹ 2007².
- Arthur Koestler, I sonnambuli. Storia delle concezioni dell'universo, Jaca Book, Milano 1982¹ 1991².
- Anna Maria Lombardi, Keplero. Semplici leggi per l'armonia dell'universo, Le Scienze, Milano 1988¹ 2013².

### Newton
- Niccolò Guicciardini, Newton. Un filosofo della natura e il sistema del mondo, Le Scienze, Milano 1988¹ 2013².